# L'eretico - Un gesto di coraggio
L'eretico - Un gesto di coraggio (conosciuto anche col titolo Il maestro degli errori) è un film del 2005 diretto da Piero M. Benfatti,  con Remo Girone e Tobias Moretti. Il film premiato al Festival del cinema di Salerno nel 2005, è un kolossal storico che ricostruisce la vita di Francesco Stabili, meglio noto come Cecco d'Ascoli. Girato prevalentemente ad Ascoli con massiccio uso di comparse locali, il film uscì con successo all'estero (in particolare ottimi incassi nei cinema in Germania e ottimi ascolti in TV in Austria), ma non è mai uscito in Italia a causa di insolvenze finanziarie della produzione, che hanno costretto la magistratura al sequestro della pellicola.

## Riconoscimenti
- 58º Festival del cinema di Salerno
  - Medaglia d'oro AGIS-ANEC
- Presidenza del Consiglio dei ministri
  - Premio alla sceneggiatura